# Siegfried Aufhäuser
Siegfried Aufhäuser (né le 1er janvier 1884 à Augsbourg et mort le 6 décembre 1969 à Berlin) était un homme politique et dirigeant syndical allemand et, de 1921 à 1933, le président de la majorité des cols-blancs de l'AfA-Bund.
Aufhäuser rejoint le SPD (Parti social-démocrate d'Allemagne) en 1912 ; après une brève période dans l'USPD (Parti social-démocrate indépendant d'Allemagne), il a été député du SPD au Reichstag de 1921 à 1933. Arrêté plusieurs fois en 1933, il émigra la même année. Jusqu'en 1935, il appartenait au comité de direction du SPD en exil, puis a fortement rejeté la voie réformatrice du parti, en voyant la résistance à Hitler d'un point de vue de la lutte de classe[pas clair]. Après 1939, Aufhäuser vécut à New York comme journaliste. En 1951, il est retourné en Allemagne, où il devint président du Syndicat allemand des employés salariés (allemand : Deutsche Angestellten-Gewerkschaft; DAG).